# Distretto di Klang
Il Distretto di Klang è un distretto a Selangor, Malaysia. Si trova nella parte occidentale di Selangor. Confina con il Distretto di Kuala Selangor a nord, con quello di Petaling a est, con il Distretto di Kuala Langat a sud e lo Stretto di Malacca a ovest. Il distretto è stato ulteriormente diviso in due mukim, che sono Klang e Kapar che copre 626.78 km2 di territorio con 53.75 km di linea costiera.
La città principale del distretto è Klang. Altre città del distretto sono Port Klang, Pandamaran, Kapar, Meru e Bandar Sultan Sulaiman.
Il fiume Klang scorre attraverso il distretto di Klang e sfocia vicino a Port Klang nello stretto di Malacca in un estuario con numerose isole quali Klang, Indah, Chet Mat Zin, Crab, Tengah, Rusa, Selat Kering e Pintu Gedong.

## Geografia antropica

### Suddivisioni amministrative
Il Distretto di Klang è diviso in 2 mukim, che sono Kapar e Klang: Kapar si trova nelle zone settentrionali del fiume Klang (Kapar stesso è anche il nome di una città), mentre Klang copre l'area a sud del fiume. La città di Klang stessa comprende zone sia a nord che a sud del fiume.

## Storia
In aggiunta agli attuali territori, il distretto di Klang comprendeva, prima del 1974, i mukim (comuni o sotto-distretti) di Bukit Raja e Damansara, che comprendevano quelli che oggi sono Shah Alam, Subang Jaya, Bandar Sunway e Kelana Jaya. Nel 1974, dopo che Kuala Lumpur fu creato territorio federale, i sottodistretti di Damansara e Bukit Raja furono uniti a Petaling Jaya, Puchong e Sungai Buloh per formare il Distretto di Petaling.

## Società

### Evoluzione demografica
Nel 1980, il censimento mostrò 3 principali gruppi etnici nel Distretto di Klang:
- Malesi 105.195
- Cinesi 119.186
- Indiani 54.159